# シャイフ・アフマド
シャイフ・アフマド（ペルシア語: شیخ احمد、モンゴル語: Шейх Ахмед、1529年没）は、ジョチ・ウルス最後の政権である大オルダのハン（在位：1495年 - 1502年6月10日）。アフマド・ハンの三男。

## 生涯
1481年にアフマド・ハンが暗殺されると、その息子たちが権力争いに明け暮れ、大オルダは衰退を続けた。このとき、大オルダはリトアニア大公国と同盟して、クリミア・ハン国と戦っていた（クリミア・ハン国もまたモスクワ大公国と同盟していた）。
1500年にモスクワ・リトアニア戦争が再開すると、リトアニアは再び大オルダと同盟した。1501年、シャイフ・アフマド率いる軍勢がルィリスク、ノーウホロド＝シーヴェルシクィイ、スタロドゥーブ近くでモスクワ軍を攻撃した。リトアニア大公アレクサンデル・ヤギェロンはポーランド王国の継承を主張してそちらに集中したため参戦しなかった。冬が厳しかった上にクリミアのハンメングリ1世ギレイが草原を燃やしたため、シャイフ・アフマドの軍勢は飢饉に苦しみ、その多くが脱走した。脱走しなかった残りの軍勢も1502年6月10日のスラー川の戦いで撃破された。
シャイフ・アフマドは逃亡を余儀なくされ、オスマン帝国の庇護とモスクワ大公国との同盟を求めて失敗した後、リトアニア大公国にありついたが、アレクサンデルは助けるどころか彼を20年以上投獄した。彼はクリミア・ハン国との交渉で使われ、アレクサンデルはクリミアが従わなければシャイフ・アフマドを釈放して彼とクリミアの戦争を再開させるとした。メングリ1世ギレイは不承不承ながらもリトアニアと同盟した。シャイフ・アフマドはトラカイに投獄されたが、脱走を試みたためカウナス城に移された。
1527年1月27日のオルシャニツァの戦いの後、シャイフ・アフマドは釈放された。その後、彼はアストラハン・ハン国で権力を奪取したとされた。シャイフ・アフマドは1529年頃に死去した。